# Витебский замок

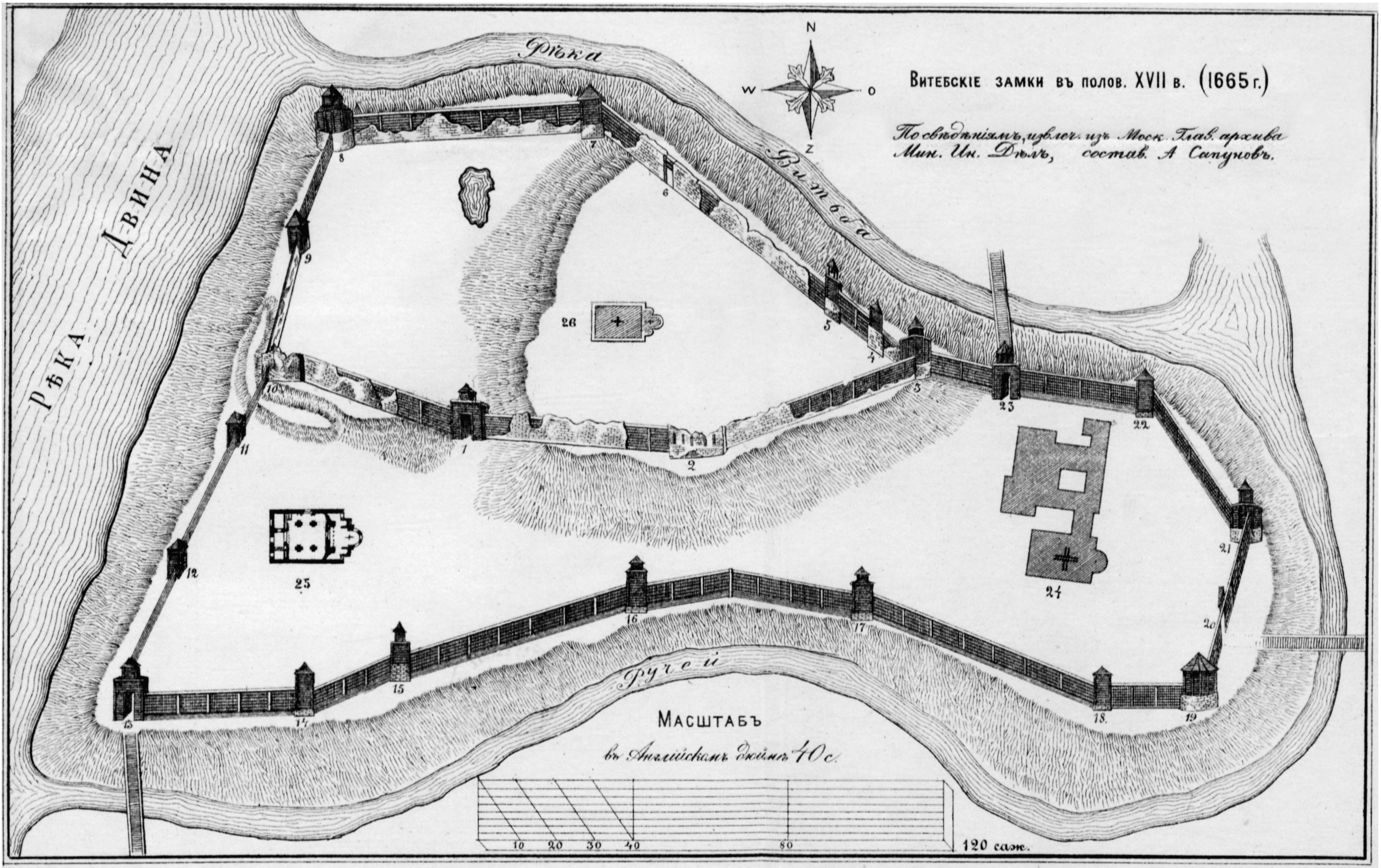
Верхний и Нижний Витебские замки в 1665 году. Реконструкция А. П. Сапунова.

Витебский замок (бел. Віцебскі замак) — система оборонительных сооружений, располагавшихся в городе Витебске, Беларуси.
Состоял из Верхнего, Нижнего и Узгорского замков.

## Древнерусский детинец
На территории будущих Верхнего и Нижнего замков на левом берегу реки Витьба при её впадении в Западную Двину в древнерусскую эпоху располагался Витебский детинец площадью 3 га, к которому примыкал окольный город площадью 8 га. Первоначальные укрепления детинца были возведены, вероятно, в конце X века. В середине XII века в Витебске появился княжеский стол. Примерно в этот период детинец был обнесён массивным земляным валом (ширина у основания 36 м, высота около 8 м), который имел заполненный вязкой глиной внутренний каркас из 7 рядов хвойных бревен, положенных перпендикулярно одно к одному. Со стороны Западной Двины вал был укрыт толстым пластом глины, наверху стояли деревянные стены и башни.

## Витебский Верхний замок
В эпоху Великого княжества Литовского прежние стены в XIV веке были заменены каменными (ширина 3 м, высота около 7 м). Стены завершались прямоугольными зубцами и были накрыты дранкой, под которой на консольных балках размещалась галерея настенного боя. В XVII веке укрепления Верхнего замка состояли из деревянных оборонительных стен; остались части кирпичных стен, где были Большие проездные ворота, 3 4-гранные в плане башни (Вестовая, Танковая, Храповицкая), 2 8-угольные в плане башни, помост для открытого размещения пушек и ворота, служившие выходом к реке Витьбе. В разные периоды линия обороны насчитывала от 753 до 836 метров. От Больших проездных ворот к воротам в сторону Витьбы вела замковая улица, которая разделяла территорию замка на две части — восточную и западную, обладавших свободной планировкой в соответствии с рельефом.

## Витебский Нижний замок
Был вытянут по оси запад-восток. Его огибали реки Западная Двина и Ручей. Нижний замок с севера примыкал к стенам Верхнего замка. В первой половине XIV века был укреплен земляным оборонительным валом с внутренней деревянной конструкцией и башнями. В XVII веке имел 3 проездных ворот, 8 башен (Средняя, Старосельская, Швыковская, Доминиканская, Торопецкая, Княжеская, Напрудная, Подвинская). Длина линии обороны составляла 1256 м. На территории Нижнего замка находилась Благовещенская церковь, Алексеевский монастырь, дворец Огинского и др.

## Витебский Узгорский замок

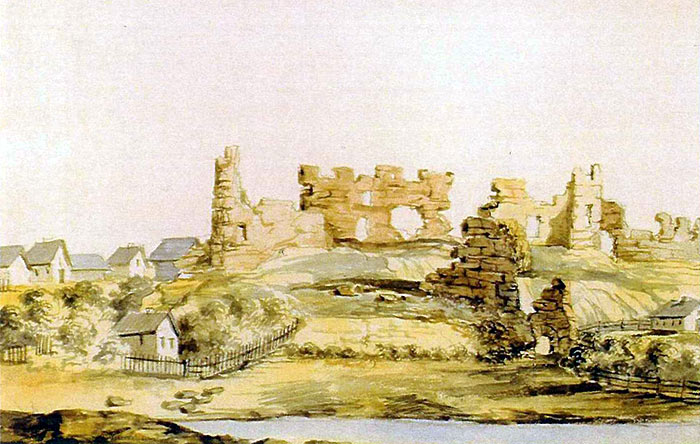
Руины Витебского замка. Н. Орда, 2-я пол. XIX в.

Витебский Узгорский замок (Узгорский город, Острог) в плане был близок к четырёхугольнику, с восточной и южной сторон его огибала река Витьба, с запада — Западная Двина. Северная сторона не имела оборонительных укреплений (именно в этом направлении шло дальнейшее развитие города). Вероятнее всего, оборонительные сооружения здесь появились ещё во времена т. н. Киевской Руси. В XVII веке выполнял роль укрепленного посада. Имел деревянные стены, 3 ворот (Подвинские, Суражские и Кстовские), 6 башен (Пречистенская, Роговая, 2 Средние, Наугольная, Узгорская). Главная улица — Великая Узгорская, связывала Узгорский и Нижний замки. Вторая улица начиналась от Сурожских ворот, третья — от Подвинских. На их пересечении сформировался административно-торговый центр города с гостиным двором и магазинами, которые образовали торговую площадь. На территории замка были Преображенская, Воскресенская и Введенская церкви. Разрушен в XVIII веке по приказу российских властей.